# Château-Arnoux-Saint-Auban
Château-Arnoux-Saint-Auban è un comune francese di 5 447 abitanti situato nel dipartimento delle Alpi dell'Alta Provenza della regione della Provenza-Alpi-Costa Azzurra.
Si trova lungo il percorso della Durance.

## Società

### Evoluzione demografica
Abitanti censiti

## Amministrazione

### Gemellaggi
- Caraglio